# Negación (psicología)
La negación es un mecanismo de defensa que consiste en enfrentarse a los conflictos negando su existencia o su relación o relevancia con el sujeto.
A diferencia de otros mecanismos de defensa postulados por la teoría psicoanalítica (por ejemplo, la represión), la existencia general de la negación es bastante fácil de comprobar, incluso para los no especialistas.
Se rechazan aquellos aspectos de la realidad que se consideran desagradables. El individuo se enfrenta a conflictos emocionales y amenazas de origen interno o externo, negándose a reconocer algunos aspectos dolorosos de la realidad externa o de las experiencias subjetivas que son manifiestos para los demás. El término negación psicótica se emplea cuando hay una total afectación de la capacidad para captar la realidad. Es algo muy difícil de interpretar.